# Elezioni del Primo ministro in Israele del 2001
Le elezioni del Primo ministro in Israele del 2001 si tennero il 6 febbraio.
In anticipo rispetto alla scadenza naturale del mandato, le elezioni furono indette a seguito delle dimissioni di Ehud Barak (laburista), dopo la seconda intifada. Barak si ricandidò, contrastato da Ariel Sharon (Likud). L'affluenza alle urne fu solo del 62,3%, il più basso nella storia di Israele, in gran parte a causa del boicottaggio della minoranza araba in segno di protesta per gli eventi dell'ottobre 2000, in cui 12 manifestanti arabi erano stati uccisi dalla polizia.
Sharon vinse nettamente, ma la Knesset era quella precedente, con i laburisti primo partito; per cui Sharon compose un governo di unità nazionale con otto partiti (Laburisti, Likud, Shas, Yisrael BaAliyah, Centro, Partito Nazionale Religioso, Giudaismo Unito della Torah, Unione Nazionale, Yisrael Beitenu) e oltre 90 seggi: dei partiti maggiori rimasero all'opposizione solo Meretz e Shinui. Fu la terza e ultima elezione diretta a primo ministro: la norma fu cancellata subito dopo.

## Risultati
| Ariel Sharon    | Likud                        | 1 698 077 | 62,38 |  |  |  |  |  |
| Ehud Barak      | Partito Laburista Israeliano | 1 023 944 | 37,62 |  |  |  |  |  |
| Totale          | Totale                       | 2 722 021 | 100   |  |  |  |  |  |
|                 |                              |           |       |  |  |  |  |  |
| Voti non validi | Voti non validi              | 83 917    | 2,99  |  |  |  |  |  |
| Votanti         | Votanti                      | 2 805 938 | 62,29 |  |  |  |  |  |
| Elettori        | Elettori                     | 4 504 769 |       |  |  |  |  |  |